# Journal of Surgical Oncology
Das Journal of Surgical Oncology, abgekürzt J. Surg. Oncol., ist eine wissenschaftliche Fachzeitschrift, die vom Wiley-Blackwell-Verlag veröffentlicht wird. Die Zeitschrift wurde 1969 gegründet, im Jahr 2004 wurde sie mit der Zeitschrift Seminars in Surgical Oncology (gegr. 1985) fusioniert. Derzeit erscheint sie mit 16 Ausgaben im Jahr. Es werden Arbeiten veröffentlicht, die sich mit der chirurgischen Behandlung von Krebserkrankungen beschäftigen.
Der Impact Factor lag im Jahr 2015 bei 3,151. Nach der Statistik des ISI Web of Knowledge wird das Journal mit diesem Impact Factor in der Kategorie Chirurgie an 29. Stelle von 198 Zeitschriften und in der Kategorie Onkologie an 91. Stelle von 213 Zeitschriften geführt.